# Poly-X-Syndrom
Bei dem Poly-X-Syndrom (Superfemale-Syndrom) handelt es sich um eine Genommutation beim Menschen. Dabei besteht der Chromosomensatz der Zellen aus drei (Triple-X-Syndrom) bis acht X-Chromosomen anstatt aus zwei X-Chromosomen.
Synonyme: Penta-X; Pentasomie X; Syndrome 49, XXXXX
Die Häufigkeit einer solchen Mutation liegt bei 1:1000. Grundsätzlich sind Menschen mit einem Poly-X-Syndrom lebensfähig. Je mehr X-Chromosomen im Erbmaterial vorliegen, umso stärker ist meist eine kognitive Behinderung ausgeprägt.

## Formen
- Karyotyp 47, XXX (Triple-X-Syndrom), meist ohne wesentliche kognitive Beeinträchtigung
- Karyotyp 48, XXXX (Tetra-X-Syndrom, 4-X-Syndrom), Symptome wie beim 5-X-Syndrom
- Karyotyp 49, XXXXX (Penta-X-Syndrom, 5-X-Syndrom), Erstbeschreibung von Kesaree und Wooley 1963, gehäuft kognitive Behinderung und Minderwuchs mit vielfachen Dysmorphien (Hypertelorismus, nach oben außen verlaufende Lidachse, kurzer Hals).